# Hans von Passavant
Julius Emanuel Hans von Passavant (* 1. August 1890 in Frankfurt am Main; † 3. Februar 1953 in Brandenburg an der Havel) war ein deutscher Kaufmann und Mitglied des Provinziallandtages der Provinz Hessen-Nassau.

## Leben
Passavant wurde als Sohn des Kaufmanns und Kommerzienrats Samuel Philipp Richard von Passavant (1852–1923) und dessen Gemahlin Amalie Emma Gontard (1859–1931) geboren.
Nach seiner Schulausbildung begann er eine kaufmännische Lehre in der elterlichen Seidenwarengroßhandlung. Durch den freiwilligen Militärdienst von 1910 bis 1911 trat eine Unterbrechung der Ausbildung, die 1914 abgeschlossen wurde, ein. Es folgte eine mehrmonatige Südamerikareise. Im Sommer des Jahres wurde er Teilhaber und Geschäftsführer des Unternehmens, das 1928 aufgegeben wurde.
Passavant engagierte sich in der Politik, war Mitglied der Deutschnationalen Volkspartei und erhielt 1921 ein Mandat für den Nassauischen Kommunallandtag, aus dessen Mitte er zum Abgeordneten des Provinziallandtages der preußischen Provinz Hessen-Nassau bestimmt wurde.
In dieser Zeit war er Mitglied des Beirates der Nassauischen Sparkasse und des Verwaltungsrates der Nassauischen Landesversicherungsbank Wiesbaden. Sein Mandat in den Parlamenten endete 1925.
Während der Zeit des Nationalsozialismus fand er eine Tätigkeit beim Reichsnährstand in Berlin. Vom 1. Juli 1935 an war er dort Unterabteilungsleiter im Stabsamt des Reichsbauernführers Walther Darré, bis er von Oktober 1935 an als Referent in den Abteilungen Allgemeine Aufklärung und Film Verwendung fand.
Im Juni 1939 als Oberleutnant der Landwehr zur Wehrmacht eingezogen, nahm er am Zweiten Weltkrieg teil, wurde Rittmeister und im Oktober 1942 Major. Passavant kam in sowjetische Kriegsgefangenschaft.
Am 2. August 1914 hatte er Marie-Louise Schlumberger geheiratet. Die Ehe brachte die Kinder Alexander (* 1915, Bibliothekar), Brigitta (* 1917, ⚭ Jon Pinösch), Hans-Claudius (* 1920–1968, Direktor) und Dorothea (* 1922, ⚭ 23. Dezember 1945 mit Roger W. Jeanloz, 1973 Preisträger des Claude S. Hudson Award in Carbohydrate Chemistry).